# Paronychiaceae
Paronychiaceae is een botanische naam, voor een familie van tweezaadlobbige planten. Een familie onder deze naam wordt zelden erkend door systemen voor plantentaxonomie. Indertijd werd een dergelijke familie erkend door De Candolle (in de spelling Paronychieae), alwaar ze deel uitmaakte van de Calyciflorae.
Meestal worden de betreffende planten ingedeeld in de familie Caryophyllaceae.